# 石湾街道 (化州市)
石湾街道，是中华人民共和国广东省茂名市化州市下辖的一个乡镇级行政单位。

## 行政区划
石湾街道下辖以下地区：
石湾村、中火岭村、李山村、官禄村、旺竹圩村、莲花村、莞塘村、格塘村、长坡村和榕木水村。